# 蕭愷一
蕭愷一（英語：Siu Hoi Yat，1981年11月12日—），原名蕭啟榮，香港男性專欄作家及網絡紅人，主要以「蕭叔叔」名義透過博客與社交網站教授英語，亦為學生補習和替企業撰寫稿件。

## 背景
蕭愷一早年在新界屯門區的政府宿舍長大，有一名胞兄，父母均是公務員。他從小在管教不嚴的家庭長大，小時候會到郊外捕捉和飼養螳螂，亦愛收聽顏聯武的電台節目。他在小學五年級開始學習鋼琴與長號，當時英文成績較差卻於小六階段考獲全級第二，又曾擔任校內合唱團鋼琴伴奏。後來，他升讀屯門區英文中學南屯門官立中學和選讀理科，在校時成績曾位列全級三四十名；兩次公開試均取得佳績（香港中學會考考獲6A（數理科及經濟）、1B（中文）及1C（英文）；香港高級程度會考考獲1A（物理）、1B（中文）、1C（英文）、1D（純數）和1E（化學）），因而成功考入香港大學。
當年蕭愷一曾在外接受全科補習，同時擔任中學籃球校隊成員。及後，他希望修讀第三志願 —— 經濟系，但最終獲大學聯合招生辦法分派法律系學士學位；本來對法律系不感興趣，且認為自己英文水平有限，即使於高考中取得丙級評級，仍未能跟上課程進度；直到之後受任教公司法及國際私法的教授 Philip Smart 所影響，才開始自行提昇語文能力。
蕭愷一唸完大學隨即花了一年時間考獲了法學專業證書（PCLL），惟熱愛自由而放棄執業律師資格，選擇在數所中學兼職英文代課老師一陣子，遂往英格蘭中部修讀哲學道德碩士學位；不久因耽於遊樂，沒有完成課程便返回香港，以自僱形式替不同公司撰寫文案、演講詞或稿件，同時亦替學生補習英文。2007 - 2016年，他分別透過 Xanga、Yahoo！ BLOG《英文由 F 字學起 - 蕭愷一》、YouTube 頻道「Uncle Siu」等媒介，以沉厚圓渾的聲線展示其流利英式英語、分享相關學習心得而受到歡迎。
至2016年4月，蕭愷一又開設面書專頁「蕭叔叔英式英文學會 Uncle Siu's British English Club」，繼續從事網上教學工作，指出和矯正常見語法錯誤，跟隨人數累計逾四十萬，其後也應邀擔任學校講座嘉賓，於電台或電視節目演出，現時更會為年長人士進行一對一補習。他之所以盡量不露出真面目的原因是他不希望在街上被途人認出，以及避免於公眾場合出洋相而被人指點。此外，他不喜歡出外打工，因此會以自由身身份工作，在專注教授英語之前曾在通利琴行當課程推銷員。

## 演出作品

### 電視節目
| 首播            | 節目名   | 備註                                      |
| 港台電視31、31A |          |                                           |
| 2018年          | 頭條新聞 | 固定演出 （「Uncle Siu 英文抽水站」環節） |

### 配音
| 首映   | 作品名         | 角色     |
| 2019年 | 女皇哥基大冒險 | 聖伯納犬 |
| 2019年 | 女皇哥基大冒險 | 菲臘親王 |

### 電台節目
| 首播           | 節目名                     | 備註                        |
| 香港電台第一台 |                            |                             |
| 2019年         | 英式英語一分鐘 with 蕭叔叔 | 旁白 （页面存档备份，存于） |

### 廣告
| 年份   | 內容                                                                    |
| 聲演   |                                                                         |
| 2017年 | SONY「BRAVIA - Ben Sir × 蕭叔叔研究院：X1 光影處理器 - 最緊要有腦」     |
| 2017年 | SONY「BRAVIA - Ben Sir × 蕭叔叔研究院：X1 光影處理器 - 晰毛辨髮」       |
| 2017年 | SONY「BRAVIA - Ben Sir × 蕭叔叔研究院：X1 光影處理器 - 黑白分明」       |
| 2018年 | Senka 專科（香港）「【Senka 專科 × 蕭叔叔】24小時水潤物語」             |
| 2018年 | Senka 專科（香港）「【Senka 專科 × 蕭叔叔】Let Go and Move On」         |
| 2018年 | Senka 專科（香港）「【Senka 專科 × 蕭叔叔】Let Your Light Shine」       |
| 2019年 | 智遊網（香港）「亞洲抵玩首選（東京、大阪、台北）3日2夜機票 + 酒店優惠」 |
| 2019年 | 滙豐保險「“SPY”的退優生活」                                             |

### 其他
| 年份   | 內容           | 備註                            |
| 歌曲   |                |                                 |
| 2019年 | Save The World | 聲演前奏部份 李拾壹首支派台歌曲 |

## 著作
| 日期                 | 作品名          | 國際標準書號       |
| 青春文化事業有限公司 |                 |                    |
| 2008年7月23日        | 英文由 F 字學起 | ISBN 9789889998745 |

## 外部連結
- Hoiyat Siu的Facebook專頁
- 蕭叔叔英式英文學會 Uncle Siu's British English Club的Facebook專頁
- unclesiuenglish的Instagram帳戶
- 蕭愷一| 立場新聞專欄（页面存档备份，存于）
- MenClub Blogger – Uncle Siu's Menglish Club（页面存档备份，存于）